# Mat Sinner
Mat Sinner (Stuttgart, 16 de octubre de 1964) es un bajista, vocalista y productor discográfico alemán.
Sinner ha estado involucrado en numerosas bandas y proyectos a lo largo de su carrera musical. Sus bandas principales han sido Sinner desde 1982 y Primal Fear desde 1997; formó esta última banda con el excantante de Gamma Ray, Ralf Scheepers. También formó la banda Voodoo Circle con el guitarrista Alex Beyrodt en 2008.
Sinner también ha trabajado como productor de discos para Kiske/Somerville, Bobby Kimball/Jimi Jamison (exvocalistas de las bandas Toto y Survivor) y el primer álbum en solitario de Scheepers. Sinner es también el director musical de la exitosa gira Rock Meets Classic en Europa, donde legendarios cantantes de rock se unen cada año con la RMC Symphony Orchestra y la Mat Sinner Band con un setlist de canciones de rock clásico.

## Discografía
| - Wild 'N' Evil (1982) (Demo) - Fast Decision (1983) (Demo) - Danger Zone (1984) - Touch of Sin (1985) - Comin' Out Fighting (1986) - Dangerous Charm (1987) - No More Alibis (1992) - Respect (1993) - Bottom Line (1995) - In the Line of Fire (1996) - Judgement Day (1997) - The Nature of Evil (1998) - The End of Sanctuary (2000) - There Will Be Execution(2003) - Mask of Sanity (2007) - Crash & Burn (2008) - One Bullet Left (2011) - Touch Of Sin 2 (2013) - Tequila Suicide (2017) - Santa Muerte (2019) - Brotherhood (2022) - Back to the Bullet (1990) - Kiske/Somerville (2010) - City of Heroes (2015) - Voodoo Circle (2008) - Broken Heart Syndrome (2011) - More Than One Way Home (2013) - Whisky Fingers (2015) - Raised On Rock (2018) | - Primal Fear (1998) - Jaws of Death (1999) - Nuclear Fire (2001) - Horrorscope (EP) (2002) - Black Sun (2002) - The History of Fear (DVD, 2003) - Devil's Ground (2004) - Seven Seals (2005) - Metal Is Forever - The Very Best of Primal Fear (2006) - New Religion (2007) - 16.6 (Before the Devil Knows You're Dead) (2009) - Live in the USA (2010) - 16:6 - All Over The World (DVD, 2010) - Unbreakable (2012) - Delivering the Black (2014) - Rulebreaker (2016) - Angels Of Mercy - Live in Germany (2017) - Best Of Fear (2017) - Apocalypse (2018) - Metal Comando (2020) - Code Red (2023) - Scheepers (2011) - Rising From Ashes (2013) - Chapter One (2015) |